# Cyrtinus oakleyi
Cyrtinus oakleyi là một loài bọ cánh cứng trong họ Cerambycidae.